# Folke Högberg
Folke Högberg, född 20 mars 1884 i Helsingborg, död 8 juni 1972 i Skövde församling, var en svensk militär.

## Militär karriär
Folke Högberg utnämndes till underlöjtnant vid Kronobergs regemente 1905, löjtnant 1907, kapten 1917 och var lärare vid Krigshögskolan 1922–1926. Han utnämndes till major vid Generalstaben 1926 och var stabschef vid I. arméfördelningen 1926-1927 och stabschef vid Södra arméfördelningen 1928–2930. Han utnämndes till överstelöjtnant 1930, var souschef i Lantförsvarets kommandoexpedition 1930–1932 och chef för Krigshögskolan 1932–1935.
Han utnämndes till överste 1935 och var chef för Västernorrlands regemente 1935–1937. Han utnämndes till generalmajor 1937 och var 1937–1940 kommendant i Bodens fästning, 1940–194 chef för Arméstaben och Generalstabskåren. och 1942–1949 militärbefälhavare i III. militärområdet. han utnämndes till generallöjtnant 1949.

## Familj
Folke Högberg var son till postmästaren Knut Högberg och Anna Borg. Han gifte sig 1909 med Ellen Johansson (1885–1976). Makarna Högberg är begravna på Sankta Elins kyrkogård i Skövde.

## Utmärkelser

### Svenska utmärkelser
- Kommendör med stora korset av Svärdsorden, 15 november 1944.[4]
- Riddare av Nordstjärneorden, 1935.[5]
- Riddare av första klassen av Vasaorden, 1931.[6]
- Ledamot av första klassen Kungliga Krigsvetenskapsakademien 1937, andra klassen 1934.[7]
- Ledamot av Kungliga Vitterhetsakademien, invald 5 februari 1957 (nr 194).[1]

### Utländska utmärkelser
- Första klassen med svärd och eklöv av Finländska Frihetskorsets orden, senast 1945.[8]
- Tredje klassen av Estniska Örnkorset, senast 1940.[9]
- Kommendör av Finlands Vita Ros’ orden, senast 1940.[9]
- Kommendör av Norska Sankt Olavs orden, senast 1940.[9]
- Officer av Franska Svarta stjärnorden, senast 1940.[9]
- Riddare av Danska Dannebrogorden, senast 1940.[9]
- Riddare av Italienska kronorden, senast 1940.[9]